# Nyabisozi
Nyabisozi är ett vattendrag i Burundi.   Det ligger i provinsen Rutana, i den centrala delen av landet, 100 km öster om huvudstaden Bujumbura.
Omgivningarna runt Nyabisozi är huvudsakligen savann. Runt Nyabisozi är det ganska tätbefolkat, med 100 invånare per kvadratkilometer.